# Мушица, Куштрим
Куштрим Мушица (алб. Kushtrim Mushica; 1 мая 1985, Приштина) — косоварский футболист, игравший на позиции вратаря.

## Клубная карьера
Куштрим Мушица родился в Приштине, Югославии. Заниматься футболом он начал в 1991 году в местной команде «Рамиз Садику» в возрасте 6 лет. Там он оставался до Косовской войны, которая вынудила его покинуть Косово, когда ему было 14 лет, и жить с родственниками в Турции в течение трёх месяцев, в то время как его отец и старший брат остались в Приштине. Мушица вернулся в свой родной город, как только его отец посчитал Приштину достаточно безопасной. После окончания войны Мушица присоединился к клубу «Приштина», ведущему косовскому клубу. В 2002 году в возрасте 17 лет он стал игроком основной команды клуба.
В начале 2005 года перешёл в украинский «Борисфен», но сыграл только один матч за дублирующий состав.
В 2008 году Мушица стал чемпионом Косова в составе «Приштины», после чего перешёл в косовский клуб «Велазними» из Джяковицы. В 2010 году Мушица присоединился к македонскому клубу «Ренова». В чемпионате Македонии он дебютировал 13 ноября 2010 года, выйдя на замену после перерыва в домашнем матче против «Вардара». По итогам сезона 2010/11 «Ренова» заняла 3-е место, а Мушица провёл за неё 18 матчей в чемпионате. После чего Мушица вернулся в Косово, где вновь защищал ворота «Велазними», а с 2012 по 2015 год — «Приштины».
21 августа 2015 года на правах свободного агента Мушица перешёл в клуб албанской Суперлиги «Бюлис».

## Статистика выступлений

### В сборной
| Матчи Куштрима Мушицы за сборную Косова | Матчи Куштрима Мушицы за сборную Косова | Матчи Куштрима Мушицы за сборную Косова            | Матчи Куштрима Мушицы за сборную Косова | Матчи Куштрима Мушицы за сборную Косова | Матчи Куштрима Мушицы за сборную Косова | Матчи Куштрима Мушицы за сборную Косова |
| №                                       | Дата                                    | Место проведения                                   | Соперник                                | Счёт                                    | Соревнование                            |                                         |
| --------------------------------------- | --------------------------------------- | -------------------------------------------------- | --------------------------------------- | --------------------------------------- | --------------------------------------- | --------------------------------------- |
| 1                                       | 17 февраля 2010                         | Городской стадион, Приштина                        | Албания                                 | 2:3                                     | Товарищеский матч                       |                                         |
| 2                                       | 21 мая 2014                             | Олимпийский стадион Адем Яшари, Косовска-Митровица | Турция                                  | 1:6                                     | Товарищеский матч                       |                                         |

Итого: 2 матча / 0 голов; national-football-teams.com

## Достижения

### Командные
«Приштина»
- Чемпион Косова (1): 2007/08